# NOM-005-STPS-1998

NOM-005-STPS es una norma oficial mexicana de la Secretaría del trabajo y previsión social relativa a las condiciones de seguridad e higiene que deben prevalecer en todo centro de trabajo dentro del territorio mexicano donde se realicen actividades de manejo, transporte y almacenamiento de sustancias químicas peligrosas. La última versión de esta norma data del 2 de febrero de 1999 en que fue publicada en el Diario Oficial de la Federación, quedando de esta forma desde entonces la norma como NOM-005-STPS-1998.